# Eric Vásquez
Eric Enrique Vásquez Martínez (Panama, 8 gennaio 1988) è un calciatore panamense, difensore dell'UMECIT FC.

## Carriera

### Club
Ha giocato nella prima divisione panamense.

### Nazionale
Nel 2007 ha partecipato al campionato nordamericano Under-20.
Tra il 2007 ed il 2013 ha giocato complessivamente 11 partite con la nazionale maggiore panamense.

## Palmarès

### Club

#### Competizioni nazionali
- Asociación Nacional Pro Fútbol: 1

Chorrillo: Apertura 2011